# Spathidexia spatulata
Spathidexia spatulata är en tvåvingeart som först beskrevs av Townsend 1928.  Spathidexia spatulata ingår i släktet Spathidexia och familjen parasitflugor.
Artens utbredningsområde är Peru. Inga underarter finns listade i Catalogue of Life.